# Anthogorgia caerulea
Anthogorgia caerulea är en korallart som beskrevs av Manfred Grasshoff 2000. Anthogorgia caerulea ingår i släktet Anthogorgia och familjen Acanthogorgiidae.
Artens utbredningsområde är Röda havet. Inga underarter finns listade i Catalogue of Life.